# Thankerton
Thankerton ist eine Ortschaft im Osten der schottischen Council Area South Lanarkshire beziehungsweise in der traditionellen Grafschaft Lanarkshire. Sie liegt rund zehn Kilometer südöstlich von Lanark am linken Clyde-Ufer.

## Geschichte
Zu Zeiten des schottischen Königs David I. (verstarb 1153) entstand in der Umgebung eine Michaelskirche. Vermutlich befand sich diese am Standort der heutigen Covington Parish Church. Diese stammt aus dem 15. Jahrhundert und diente als Pfarrkirche der Gemeinde.
In Thankerton wurden in der Vergangenheit Mühlen betrieben. Lebten 1961 noch 290 Personen in Thankerton, wurden im Rahmen der Zensuserhebung 2011 bereits 521 Einwohner gezählt.

## Verkehr
Thankerton liegt abseits der A73 (Abington–Cumbernauld), welche die Ortschaft an das Fernverkehrsstraßennetz anschließt. Sie ist auf diesem Abschnitt zusammen mit der A72 (Galashiels–Hamilton) geführt. Durch Thankerton verläuft die West Coast Main Line, die Edinburgh beziehungsweise Glasgow mit London verbindet. Über einen Bahnhof verfügt die Ortschaft jedoch nicht.